# Oh No (músico)
Michael Jackson (Estados Unidos em 6 de novembro de 1979), melhor conhecido pelo nome artístico dele Oh No, é um rapper e produtor  musical de Oxnard, Califórnia que lançou vários álbuns pela Stones Throw Records. Ele também faz parte do duo de hip hop Gangrene junto com The Alchemist.

## Vida familiar
Oh No cresceu em uma família musical, o irmão mais novo é o artista de hip hop Madlib, filho do cantor Otis Jackson, e sobrinho do trompetista de jazz Jon Faddis.